# Творожный продукт

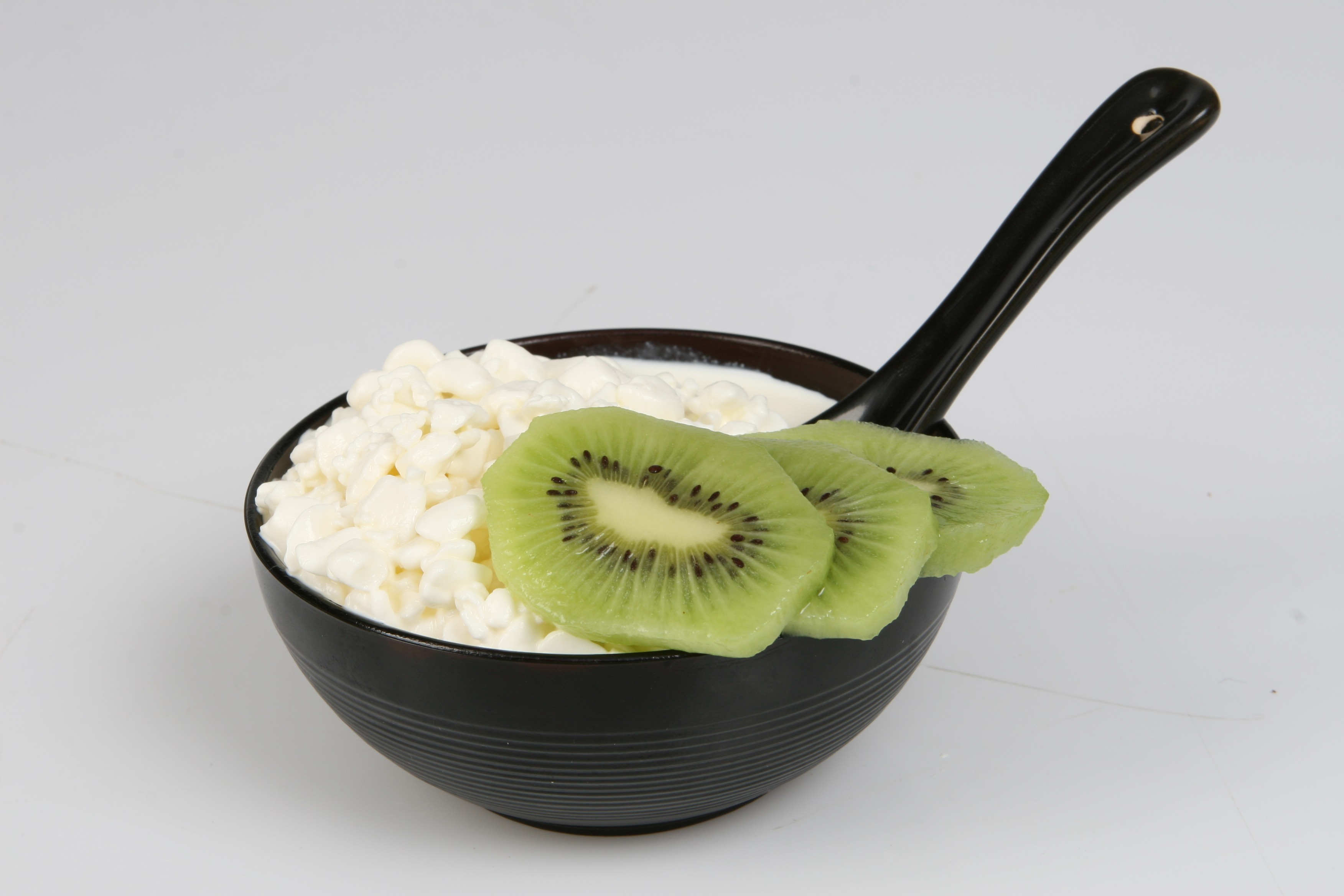
«Творожный» продукт с ломтиками киви.

Творо́жный проду́кт — молокосодержащий продукт с заменителем молочного жира, произведённый в соответствии с технологией производства творога или из творога с добавлением заменителя молочного жира, с добавлением или без добавления молочных продуктов, с добавлением или без добавления немолочных вкусовых компонентов и пищевых добавок, с последующей термической обработкой или без нее.
Название «творожный» продукт закрепилось среди потребителей за аналогами творога, молочный жир в которых заменён на композицию из растительных масел.

### Наименование «творожный» продукт
В настоящий момент в магазинах и на рынках можно встретить как творог, так и «творожный» продукт. Согласно ТР ТС 033/2013 «О безопасности молока и молочной продукции» существуют следующие понятия:
Творог — кисломолочный продукт, произведённый с использованием заквасочных микроорганизмов (лактококков или смеси лактококков и термофильных молочнокислых стрептококков) и методов кислотной или кислотно-сычужной коагуляции молочного белка с последующим удалением сыворотки путём самопрессования, и (или) прессования, и (или) сепарирования (центрифугирования), и (или) ультрафильтрации с добавлением или без добавления составных частей молока (до или после сквашивания) в целях нормализации молочных продуктов.
Творожный продукт — молокосодержащий продукт с заменителем молочного жира (ЗМЖ), произведённый в соответствии с технологией производства творога или из творога с добавлением заменителя молочного жира, с добавлением или без добавления молочных продуктов, с добавлением или без добавления немолочных вкусовых компонентов и пищевых добавок, с последующей термической обработкой или без неё.
Согласно ТР ТС 033/2013 «О безопасности молока и молочной продукции» степень замены молочного жира на растительный в жировой фазе молокосодержащего продукта с ЗМЖ, произведённого по технологии творога не должна превышать 50 %.
В зависимости от типа молокосодержащего продукта с ЗМЖ, произведённого по технологии творога, в нём может содержаться от 0,1 до 35 % жировой фазы. По вкусу, запаху и консистенции «творожный» продукт похож на творог.

### История «творожного» продукта
«Творожный» продукт — официальное изобретение отечественных производителей в середине 70-х — начале 80-х гг. XX века. Изначально, производители пытались создать диетический продукт, обогащённый различными витаминами и микроэлементами для детей, людей пожилого возраста и пациентов медицинских учреждений. Такое изделие должно было заменить классический молочный творог в регионах с климатом, не подходящим для его производства. Однако продукт получился высококалорийным и не подходящим для питания во время диеты. На некоторое время его забыли и вернулись к его производству уже в начале 2000-х годов, когда в молочной промышленности активно стали внедрять и производить молокосодержащие продукты с растительными маслами. Современные рецептуры «творожного» продукта в корне отличаются от рецептур 2000-х годов, и позволяют производить продукт с различным функциональным составом и технологическим применением.

### Технология производства
Производство «творожного» продукта с ЗМЖ основывается на классических технологиях производства творога, то есть продукт вырабатывают традиционным (наиболее распространённый) и раздельным способами.
Для получения сгустка в технологии продукта используется кислотно-сычужная (имеет широкое применение) и кислотная коагуляция белков молока.
Кислотный способ — сгусток в смеси образуется в результате молочнокислого брожения. Этим способом вырабатывают, как правило, нежирный «творожный» продукт.
Кислотно-сычужный способ — данный способ отличается от кислотного лишь тем, что сгусток образуется не только в результате молочнокислого брожения, но и при участии сычужного фермента и хлористого кальция, ускоряющих образование сгустка и отделение сыворотки. Таким способом получают жирные и полужирные «творожные» продукты.

### Применение
«Творожный» продукт — универсальный продукт, широко применяемый в сегменте HoReCa для производства запеканок, сырников, сливочных кремов, чизкейков, мучных изделий. Продукты с ЗМЖ не уступают по вкусовым характеристикам молочным и при этом имеют привлекательную цену, что позволяет рестораторам использовать их в различных блюдах. Поэтому, выбирая между творогом и молокосодержащими продуктами, производители HoReСа, учитывают ценовую категорию конечного блюда. Далее выбор идёт в каждой из категорий с учётом вида готового продукта и способа его приготовления. Так, например, для приготовления чизкейков выбирают продукт с выраженным сливочным профилем и мягким вкусом. В качестве начинок для выпечки подходят только продукты с повышенной термостабильностью.

### Влияние на здоровье
Отличительное свойство продуктов с ЗМЖ — это сбалансированный жирнокислотный состав. Использование ЗМЖ позволяет минимизировать количество насыщенных жирных кислот и увеличить содержание ненасыщенных.
Молокосодержащие продукты, в том числе «творожные» продукты, произведённые с использованием заменителей молочного жира, сохраняют в составе рецептур полезный молочный белок — при производстве заменяется только жировая часть. Кроме того, такие продукты подойдут людям, которые из этических и каких-либо других соображений ограничивают употребление пищи животного происхождения.
Животные и растительные жиры имеют одинаковую энергетическую ценность. В 1 г жира содержится 9 ккал вне зависимости от происхождения. Поэтому калорийность продукта от наличия ЗМЖ не зависит.

### Законодательство
Безопасность «творожного» продукта регулирует ТР ТС 033 /2013 Технический регламент Таможенного союза «О безопасности молока и молочной продукции».